# Кечасовский сельсовет
Кечасовский сельсове́т — сельское поселение в составе Краснооктябрьского района Нижегородской области. Административный центр — село Кечасово.

## История
Статус и границы сельского поселения установлены Законом Нижегородской области от 15 июня 2004 года № 60-З «О наделении муниципальных образований - городов, рабочих посёлков и сельсоветов Нижегородской области статусом городского, сельского поселения».

## Население
| 2002 | 2010 | 2012 | 2013 | 2014 | 2015 | 2016 |
| ---- | ---- | ---- | ---- | ---- | ---- | ---- |
| 561  | ↘441 | ↘418 | ↘394 | ↘383 | ↘373 | ↘371 |
| 2017 | 2018 | 2019 | 2020 | 2021 |      |      |
| ↘360 | ↘352 | ↘335 | ↘331 | ↗353 |      |      |

## Состав сельского поселения
| № | Населённый пункт | Тип населённого пункта       | Население |
| - | ---------------- | ---------------------------- | --------- |
| 1 | Екатериновка     | деревня                      | ↘48       |
| 2 | Кечасово         | село, административный центр | ↘197      |
| 3 | Мангушево        | деревня                      | ↘66       |
| 4 | Чернуха          | село                         | ↘130      |